# Баба Марта
Баба Марта — мифический женский персонаж  болгарского фольклора. Встречается в болгарских пословицах и поговорках, её имя ассоциируется с месяцем март. По поверьям, Баба Марта является более доброй младшей сестрой Большого Сечко (болг. Голям Сечко) и Маленького Сечко (болг. Малък Сечко), являющих собой месяцы январь и февраль соответственно.

## Этимология
Имя Бабы Марты связано с названием первого весеннего месяца и сходно с именем Мара (Марена) — именем славянского женского персонажа, связанного с плодородием и смертью, с сезонным умиранием и воскресением природы. В некоторых южнославянских мартовских легендах героиня бывает названа просто баба.

## Обычаи

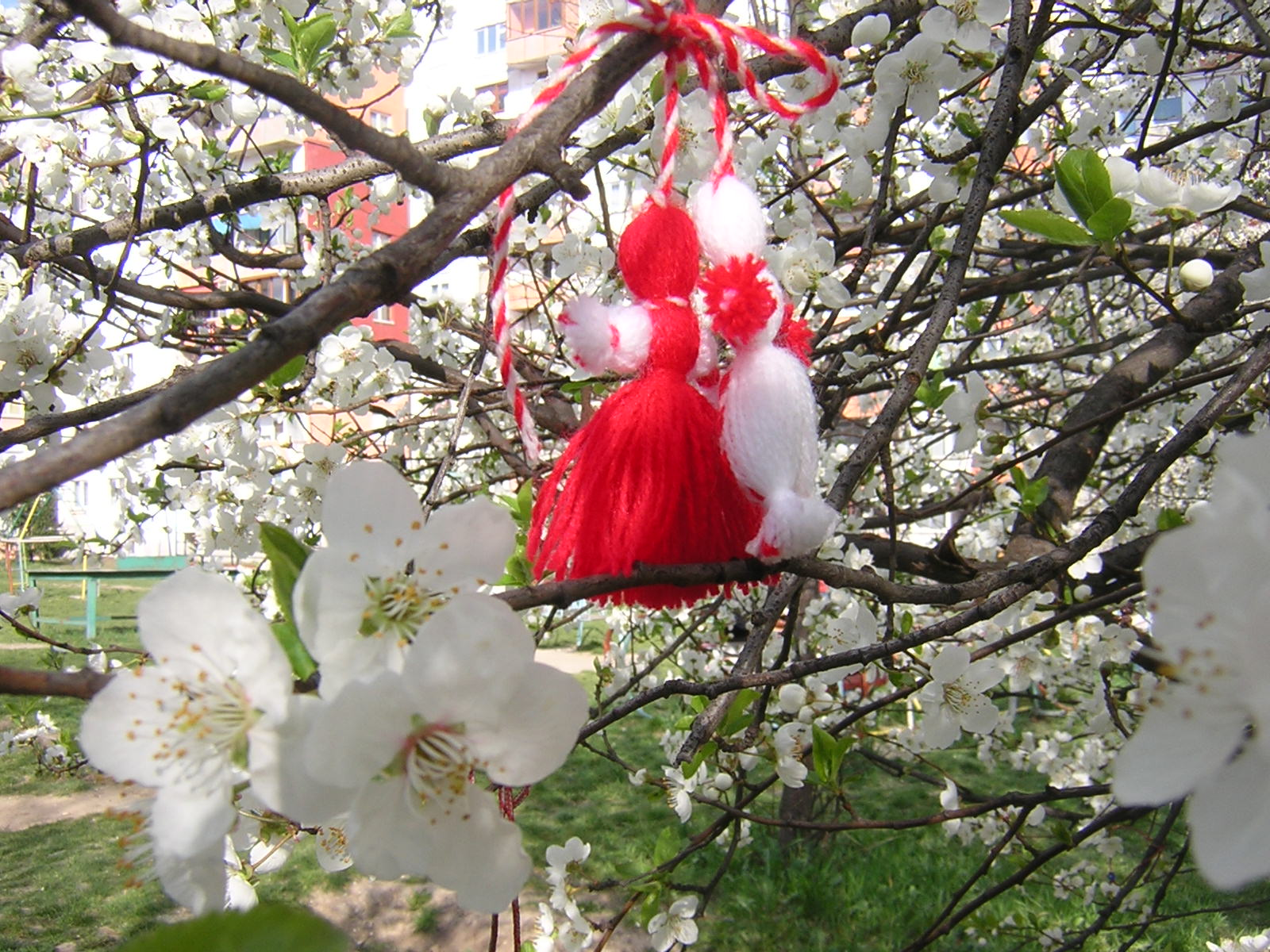
Мартеница

1 марта в Болгарии празднуется одноимённый праздник Баба Марта, отдельные празднования продолжаются в течение всего месяца. С Бабой Мартой связаны многие обычаи и праздничные мероприятия проводимые в эти дни, наиболее известным из обычаев это изготовление 1 марта из красных и белых ниток небольших игрушек называемых «мартеница», которые повязываются на руках — на правой у парней и на левой у девушек, а иногда на петлях одежды. При виде первого аиста весной, мартеницы повешиваются на цветущем кусте или дереве.
Многие обряды этого дня у румын и болгар связаны с боязнью вызвать снегопады, метели, заморозки, грозы, град. У болгар было принято выполнять различные обрядовые действия с огнём, чтобы умилостивить мартовскую старуху. Также жители Болгарии 1 марта вывешивали во дворе куски красной ткани, предметы одежды красного цвета, чтобы Баба Марта обрадовалась и чтобы погода была хорошей.
Баба Марта и связанный с ним праздник является одним из самых популярных, древних и почитаемых обычаев в Болгарии.
В болгарской Википедии в дни праздников изображение мартеницы помещается в верхнем левом углу на эмблему Википедии и отображается на всех страницах.